# Auguste Agassiz
Pour les articles homonymes, voir Agassiz.
 (décembre 2024).
Auguste Agassiz, né le 15 avril 1809 à Môtier, dans le canton de Fribourg, et mort le 25 février 1877 à Lausanne, est un horloger et entrepreneur suisse. Il a fondé la société à l'origine de Longines.

## Biographie
Agassiz est le fils de Louis Agassiz, pasteur protestant de Môtier (village du Haut-Vully, aujourd'hui commune de Mont-Vully), et de Rose Mayor. Son frère est le célèbre naturaliste Louis Agassiz, sa sœur Cécile (1801-1891) est peintre et illustratrice scientifique. Il épouse Julie Mayor, une cousine et fille de banquier.
Auguste Agassiz fait un apprentissage à la banque Mayor-Fornachon à Neuchâtel. En 1832, il s'installe à Saint-Imier et travaille pour l’établisseur horloger Henri Raiguel. Agassiz et Raiguel fondent en 1833, avec Florian Morel, l'entreprise « Raiguel Jeune & Cie », pour la fabrication et la vente de montres utilitaires. Lorsque Raiguel quitte la société en 1838, l’entreprise devient « Agassiz & Cie » et elle commence à exporter aux États-Unis, avec pour partenaire à New York Auguste Mayor, un cousin. 
Les montres Agassiz étaient considérées comme particulièrement durables et ont rapidement acquis une bonne réputation et une grande notoriété. À partir de 1847, Agassiz en devient l'unique propriétaire. Dans les années 1846-1847, Agassiz est maire (« président ») de Saint-Imier. Il se retire à Lausanne pour des raisons de santé et, en 1854, transfère la direction de la société à son neveu Ernest Francillon. Francillon lance la manufacture de montres Longines en 1866.